# Квантовий ефект Шотткі

## Квантовий ефект Шоткі
Класичний ефект Шотткі може мати місце на поверхні розділу {\displaystyle Si-SiO_{2}}, де мобільний заряд в діелектриці ({\displaystyle SiO_{2}}) рівний:
{\displaystyle Q_{ss}^{*}=qN_{ss}^{*}},
котрий враховує "металічну" частину (не має значення конкретний фізичний механізм її утворення) та дозволяє виконання механізму відображення для зарядів відносно {\displaystyle Si-SiO_{2}} площини симетрії.
Електрон, котрий знаходиться у "вакуумі" (у цьому випадку це напівпровідник) на деякій відстані {\displaystyle x} від поверхні "металу", індукує на його поверхні позитивний заряд. Сила притягання між електроном та цим індукованим поверхневим зарядом рівна по величині силі притягання до ефективного позитивного заряду {\displaystyle +q}, котрий називають зарядом зображення.  Ця сила, котра також називається силою зображення, рівна:
{\displaystyle F={\frac {-q^{2}}{4\pi (2x)^{2}\epsilon _{0}\epsilon _{s}}}={\frac {-q^{2}}{16\pi \epsilon _{0}\epsilon _{s}x^{2}}},}
де {\displaystyle \epsilon _{0}}- діелектрична проникність вакууму, {\displaystyle \epsilon _{s}}- відносна проникність поверхні напівпровідника. Робота, яку необхідно зробити щоб перемістити електрон із нескінченності в точку {\displaystyle x}, рівна:
{\displaystyle A(x)=\int _{\infty }^{x}F\,dx={\frac {q^{2}}{16\pi \epsilon _{0}x}},}
Якщо до системи прикладено зовнішнє електричне поле {\displaystyle E}, то потенційна енергія електрону {\displaystyle W_{P}} буде рівна сумі:
{\displaystyle W_{P}(x)={\frac {q^{2}}{16\pi \epsilon _{0}\epsilon _{s}x}}+qEx} еВ.
Зниження бар'єра Шотткі {\displaystyle \Delta \phi } та віддалі {\displaystyle x_{m}}, на якій величина потенціалу досягає максимуму, визначається із умови {\displaystyle {\frac {d[W_{P}(x)]}{dx}}=0}. Звідки знаходимо:
{\displaystyle x_{m}={\sqrt {\frac {q}{16\pi \epsilon _{0}\epsilon _{s}E}}}} см,
{\displaystyle \Delta \phi ={\sqrt {\frac {qE}{4\pi \epsilon _{0}\epsilon _{s}}}}=2Ex_{m}} В.
В загальному випадку квантовий ефект Шоткі пов'язаний з проблемою атому Бора, дискретна енергія якого може бути записана у вигляді:
{\displaystyle W_{B0}={\frac {\hbar \;^{2}}{2m(na_{B})^{2}}},n=1,2,...}
де {\displaystyle a_{B}}- Борівський радіус, та з проблемою Ейрі (трикутної потенційної ями), що має енергетичні рівні:
{\displaystyle U_{An}=\eta _{n}{\big (}{\frac {q\hbar \;E_{n}}{\sqrt {2m}}}{\big )}^{2/3}}
де {\displaystyle \eta _{n}}- корені функції Ейрі. Оскільки атомна проблема належить до класу 3Д- проблем (тривимірних), а проблема Ейрі є типова одномірна (1Д-), то їх сумісний розв'язок важко отримати в аналітичній формі. Тому тут можна скористатися квазікласичним наближенням першого порядку щоб розв'язати проблему руху зарядів в 1Д- розмірності біля поверхні розділу {\displaystyle Si-SiO_{2}}.
Як відомо, квантовий рух вільної частки може бути поданий у вигляді плоскої хвилі:
{\displaystyle \psi (x)\sim \;exp(ikx),}
де {\displaystyle k} - хвильовий вектор, а кінетична енергія:
{\displaystyle W={\frac {(\hbar \;k)^{2}}{2m}}}.
У випадку наявності центрів розсіювання хвильовий вектор задовольняє умові:
{\displaystyle k(2x)=1},
і тому одночастинна кінетична енергія може бути переписана у вигляді:
{\displaystyle W_{II}={\frac {\hbar \;^{2}}{8mx^{2}}}.}
Розглянемо випадок наявності однієї частки для якої повну енергію можна  записати у вигляді:
{\displaystyle W_{II\Sigma }(X)=W_{II}+U_{II}={\frac {\hbar \;^{2}}{8mx^{2}}}+qxE.}
Диференціюючи останнє рівняння по {\displaystyle x}, можна отримати екстремальне значення координати:
{\displaystyle x_{IIm}={\big (}{\frac {\hbar \;^{2}}{4mqE}}{\big )}^{1/3}}
та для бар'єру Шоткі:
{\displaystyle \Delta \phi ={\frac {W_{II\Sigma }(X)}{q}}={\frac {3}{2q}}({\frac {q\hbar \;E}{2{\sqrt {m}}}})^{2/3}}
Електричне поле {\displaystyle E} в останньому рівнянні має тільки дискретні значення у квантовому випадку, котрі можна знайти наступним чином. Очевидно, що в задачі Бора використовується взаємодія двох часток. Тому для двох часток в нашому випадку кінетичну енергію необхідно зменшити в 2 рази. Тоді повна енергія може бути переписана у вигляді:
{\displaystyle W_{2I\Sigma }(X)=W_{2I}+U_{2I}={\frac {\hbar \;^{2}}{16mx^{2}}}+qxE.}.
Диференціюючи це рівняння отримаємо значення координати в точці екстремуму:
{\displaystyle x_{2Im}=0.5{\big (}{\frac {\hbar \;^{2}}{mqE}}{\big )}^{1/3}}, та кінетичної енергії:
{\displaystyle W_{21}(x_{m})=2^{-5/3}({\frac {\hbar \;qE}{\sqrt {2m}}})^{2/3}},
а також потенційної енергії:
{\displaystyle U_{21}(x_{m})=2^{-2/3}({\frac {\hbar \;qE}{\sqrt {2m}}})^{2/3}}.
Використовуючи умови зшивання
{\displaystyle W_{21}(x_{m})=W_{Bn}}, та  {\displaystyle U_{21}(x_{m})=U_{A0}}
можна отримати оцінку для електричного поля:
{\displaystyle E_{0n}=2^{3/2}n^{-3}\eta _{0}^{-3/2}E_{B},},
де {\displaystyle E_{B}={\frac {\hbar \;^{2}}{2mqa_{B}^{3}}}=2,5711\cdot 10^{11}} В/м, а {\displaystyle \eta _{0}=2,33811}- перший корінь функції Ейрі.